# Kapucinusok Szent István-temploma (Pozsony)
A kapucinusok pozsonyi Szent István-temploma az Óváros északi részén épült, az egykori városfalon kívül.
Az 1709-ben felszentelt, torony nélküli templom mellé 1717-től már kolostor is tartozik. Az egyhajós templom főoltárán a koronát Szűz Máriának felajánló Szent István király látható, a háttérben az egykori Pozsony látképe és vára is felismerhető (1737). Ugyanebben az évben készültek el az Assisi Szent Ferenc- és Páduai Szent Antal-mellékoltárok is. 
A főhomlokzaton, a bejárat fölötti szoborfülkében lévő Szent István-kőszobor Anton Brandl 1861-es alkotása. A templom előtt 1725-ös, barokk Immaculata-oszlop áll. 
Szent István király Szlovákia területén a mai napig igen népszerű – csaknem száz templomnak ő a védőszentje.

## Képek

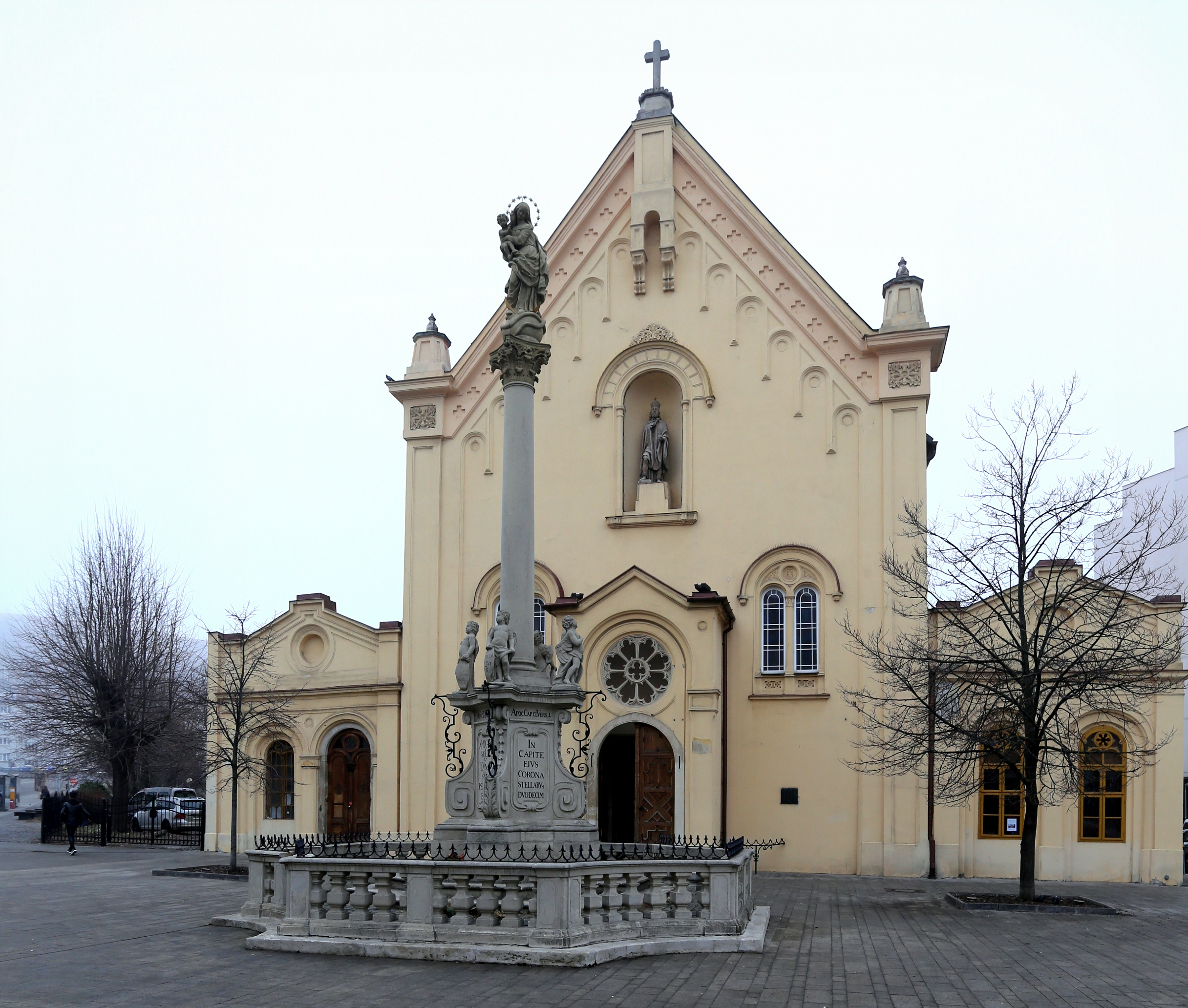
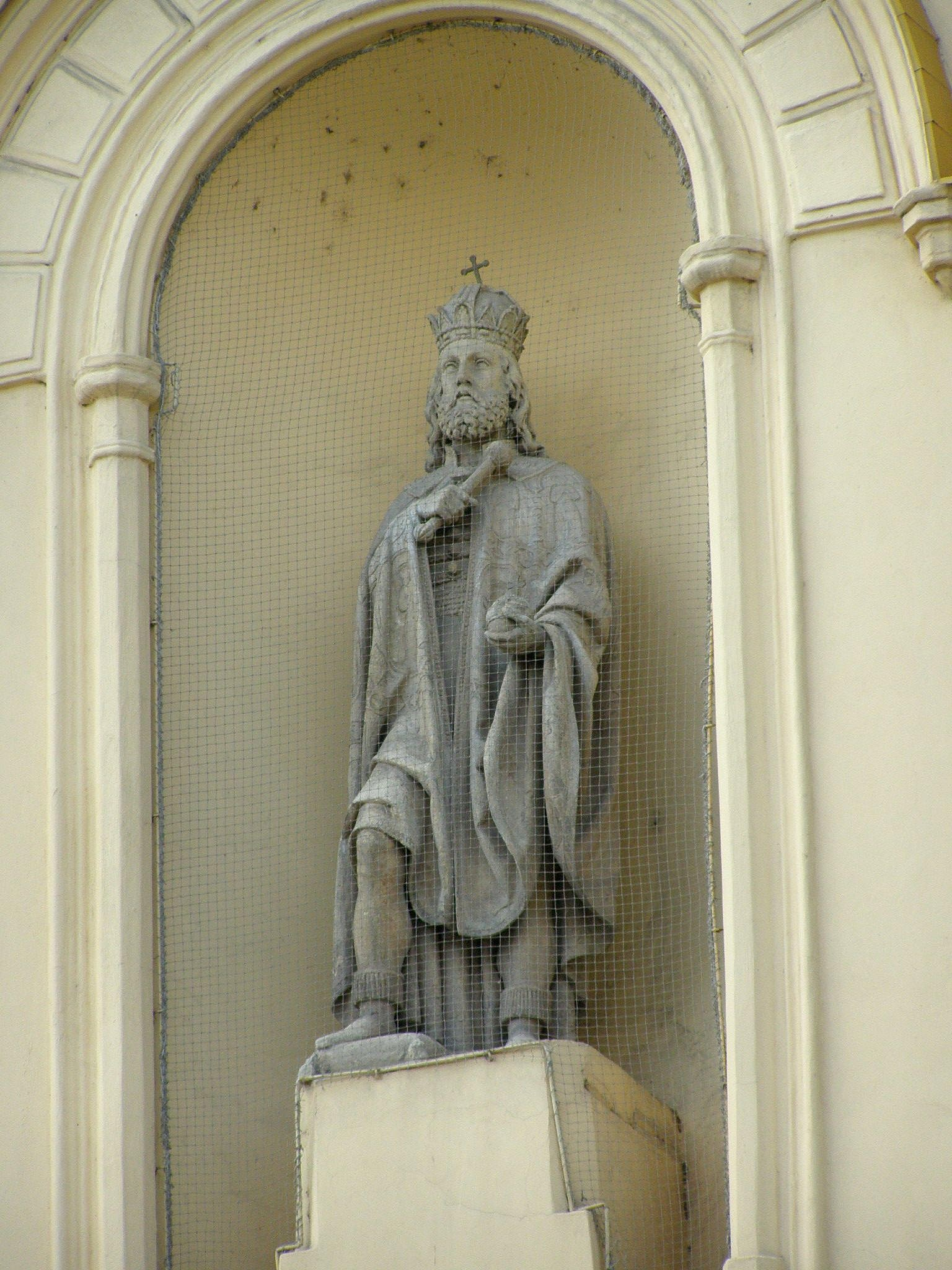
Anton Brandl Szent István-szobra a főhomlokzaton
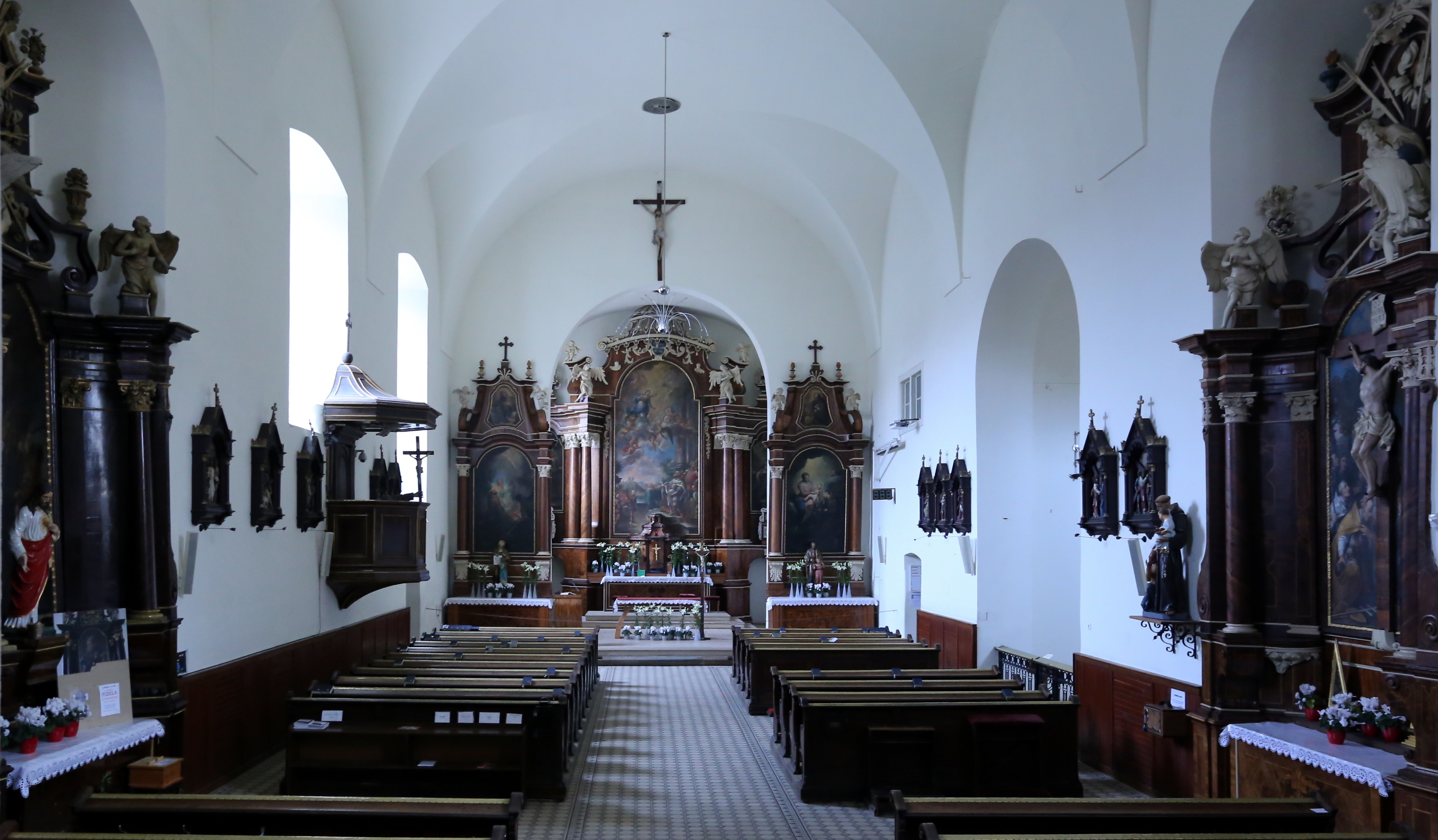
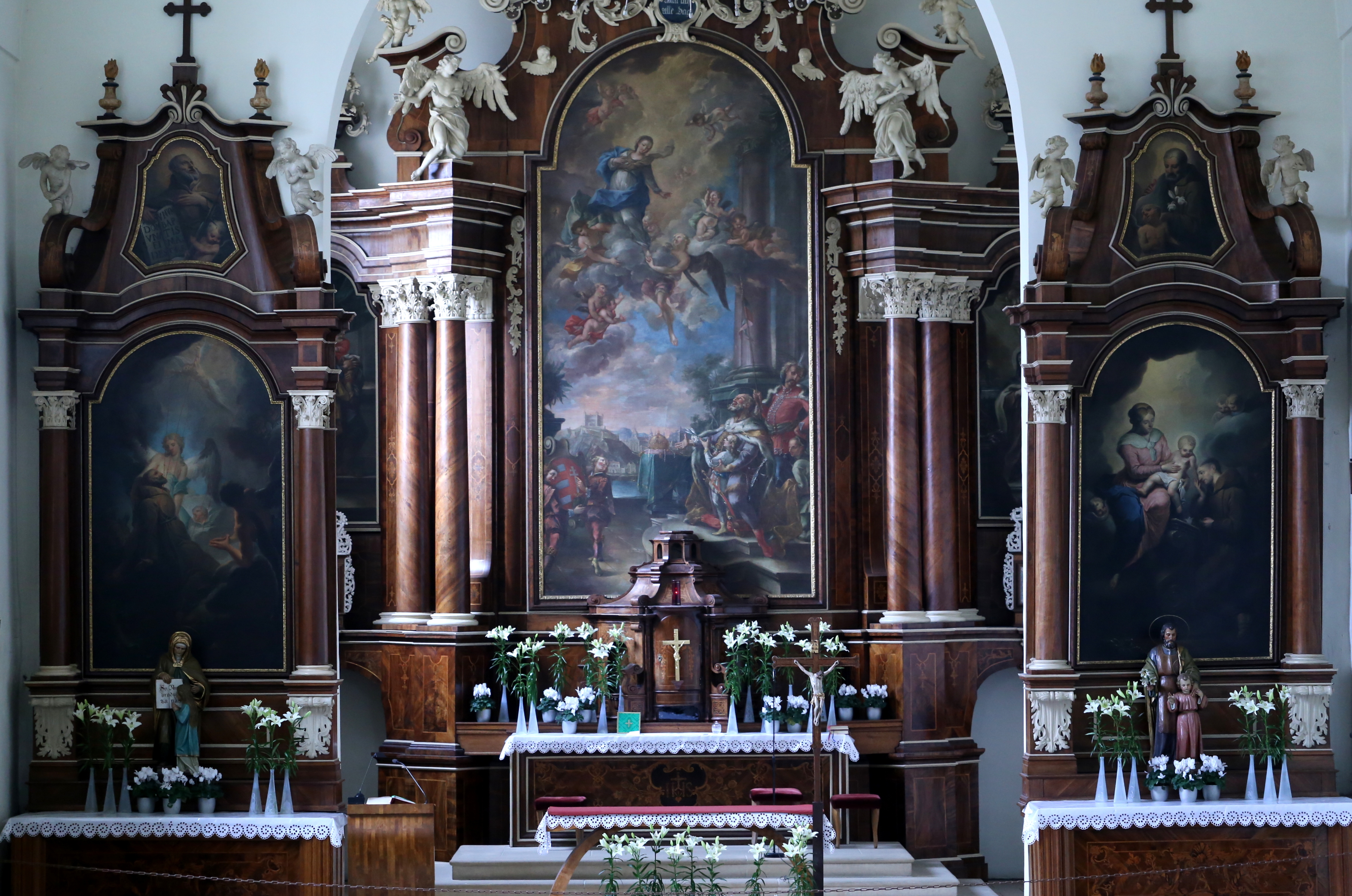
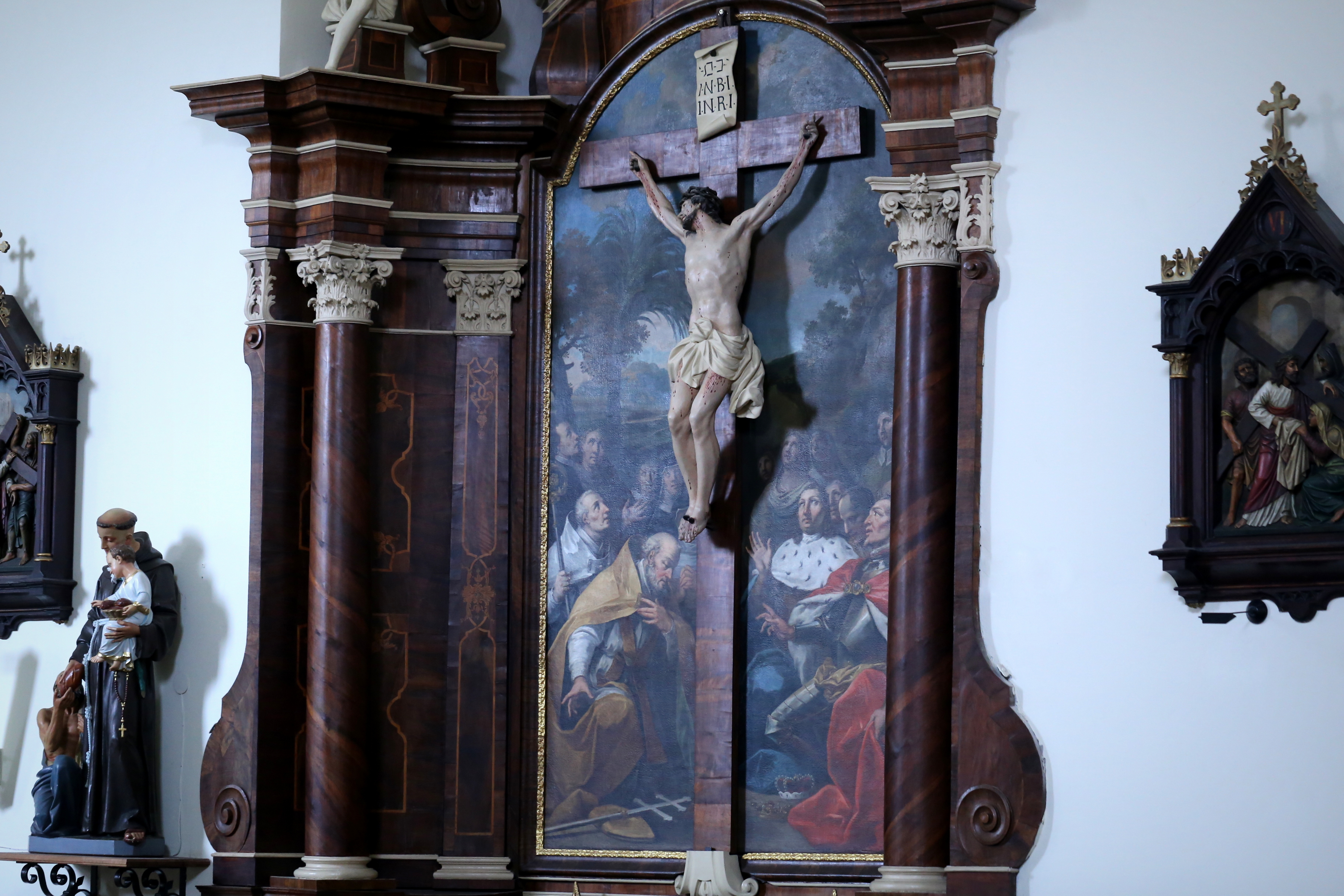
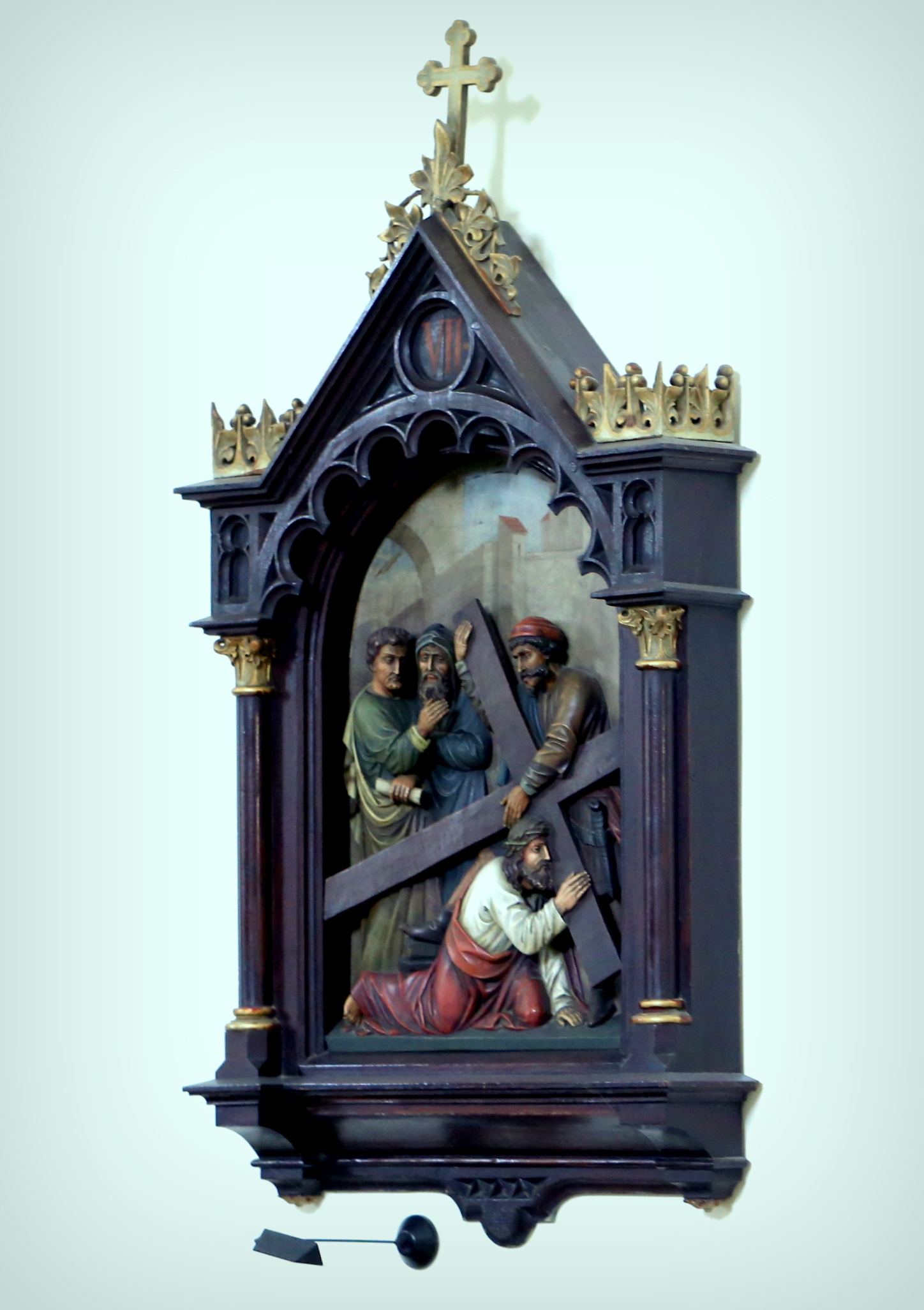
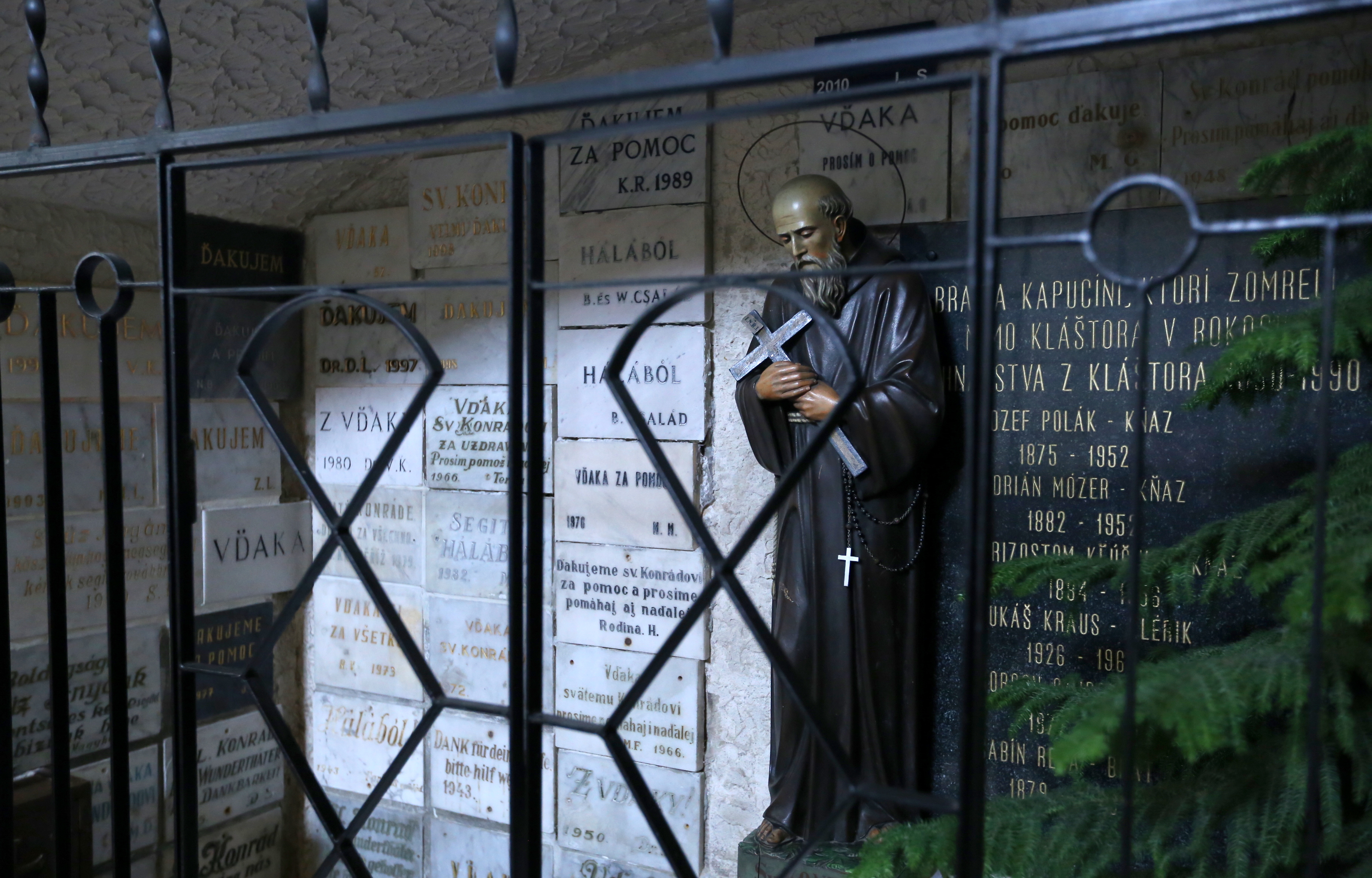